# Monetazione bizantina
La monetazione bizantina è costituita dalle monete usate nell'Impero romano d'Oriente dopo la caduta dell'Impero romano d'Occidente ed è rappresentata principalmente da due tipi di monete: il solido (solidus) d'oro ed una serie di monete di bronzo.

## Storia della monetazione
La monetazione bizantina, secondo i numismatici, inizia con la riforma monetaria dell'imperatore romano Anastasio I (491-518) del 498, che riformò il sistema monetario del tardo impero organizzandolo intorno al solido d'oro ed ai nummi di bronzo.
Il nummo era una moneta di bronzo estremamente piccola (ca. 8–10 mm), poco comoda perché anche per le piccole transazioni ne era richiesta una grande quantità. Quindi furono emesse nuove monete di bronzo, multipli del nummo, come il follis, pari a 40 nummi, ed altre da 20, 10 e 5 nummi. Il dritto di queste monete recava l'immagine molto stilizzata dell'imperatore, mentre al rovescio era indicato il valore della moneta con il sistema numerico greco (M=40, K=20, I=10, E=5).
L'unica moneta d'argento emessa in modo quasi regolare fu il miliarense, battuto con un titolo variabile e con un peso generalmente fra 7,5 e 8,5 grammi. Il miliarense fu coniato fin dal VI secolo, ma sembra più comune nel settimo e nel IX secolo. Accanto al miliarense fu emessa anche la siliqua, che valeva mezzo miliarense: il miliarense e la siliqua avevano un valore rispettivamente di 1/12 ed 1/24 di solido. Fu infine emesso anche l'aspro, che era la più piccola moneta turca d'argento e che, in seguito, a causa della carenza del metallo, continuò ad essere prodotta in rame. Comunque le piccole transazioni durante questo periodo erano per lo più effettuate con le monete di bronzo.
La moneta d'oro era il solido (solidus), con i suoi sottomultipli semisse (pari a 1/2 di solido) e tremisse (pari a 1/3 di solido). Il valore di un solido era di 1/72 della libbra romana, corrispondenti a 4,5 grammi. Il solido rimase la moneta standard per i commerci internazionali fino all'XI secolo, quando cominciò ad essere svalutato a più riprese sotto diversi imperatori a partire dal 1030 ca. sotto l'imperatore Romano Argiro (1028-1034). Fino a questo periodo il titolo dell'oro era di circa 955/980 millesimi.
All'inizio del IX secolo, fu emesso un solido di tre quarti di peso in parallelo con il solido del peso pieno; con lo stesso titolo in oro, nel tentativo (fallito) di spingere il mercato ad accettare le monete sottopeso allo stesso valore delle monete di peso pieno.
La moneta del peso di tre quarti fu denominata tetarteron (greco per quarto) ed il solido di peso pieno fu denominato histamenon . Il tetarteron fu impopolare e fu riconiato solo sporadicamente durante il X secolo.

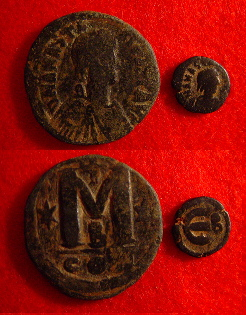
Monete da 40 e 5 nummi di Anastasio I

Il solido di peso pieno era battuto a 72 in una libbra romana, approssimativamente 4,48 grammi di peso. Fu il modello per il dinar islamico (il cui nome fu anche applicato al dirham d'argento – peso ca. 1.5g – e che era battuto ad imitazione del denario romano che era circolato ampiamente in Medio Oriente) ed in seguito ispirò la monetazione veneziana ed altre monetazioni dell'Italia settentrionale.
Al tempo dell'imperatore Romano Diogene (1067–1071) il solido era stato svalutato fino a contenere solo il 15% di contenuto in oro. Sotto Alessio Comneno (1081–1118) il solido svalutato non fu più emesso e fu definita una coniazione in oro di titolo più alto (generalmente 900/950 millesimi), comunemente denominato hyperpyron. L'hyperpyron era un po' più piccolo del solido, e rimase in circolazione regolarmente fino alla fine dell'impero bizantino nel 1453. Comunque dopo la seconda metà del XIV secolo anche questo fu svalutato frequentemente. Dopo il 1400, la coniazione bizantina divenne insignificante, mentre la monetazione circolante predominante era costituita oramai dalle monete italiane.
Il sistema monetario in bronzo cambiò nel VII secolo quando la moneta da 40 nummi (anche conosciuto come follis), ora significativamente più piccola, divenne l'unica moneta di bronzo ad essere emessa regolarmente. Anche se Giustiniano II (685–695 e 705–711) tentò di ripristinare il formato dei tempi di Giustiniano I, il follis continuò lentamente a diminuire nel medesimo. Nel X secolo furono battuti i cosiddetti "follis anonimi" anziché le monete precedenti che rappresentavano l'imperatore. I follis anonimi presentavano il busto di Gesù al diritto e l'iscrizione "XRISTUS/bASILEU/bASILE", che si traduce con "Cristo, re dei re" (vedi iconoclastia).

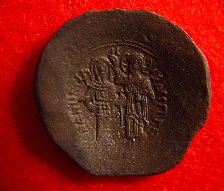
Uno scifato in biglione di Andronico I Comneno, XII secolo

Più tardi furono emessi degli scifati (monete cioè a forma di coppa) noti come trachi, battuti sia in elettro (lega di oro e argento) sia in biglione (argento svalutato). L'esatto motivo per cui sono state emesse monete di questa forma non è conosciuto, anche se qualcuno teorizza che servisse ad impilarli meglio.

## Zecche bizantine
| Posto di produzione | Sigla                               | Importanza della zecca su 20 zecche |
| Abazis              | ALE                                 | 13                                  |
| Antiochia           | ANT – MANT – ANTX – ANTIX           | 2                                   |
| Cartagine           | CAR – KAR – KART – CT – KARTA       | 12                                  |
| Catania             | CAT                                 | 18                                  |
| Cherson             | XEP – ZEPCONOC                      | 9                                   |
| Cipro               | KVIIP – KY – P                      | 10                                  |
| Cizico              | KY – KVZ                            | 5                                   |
| Costantinopoli      | CON – COM                           | 1                                   |
| Costanza            | KN                                  | 14                                  |
| Efeso               | SEPSUS                              | 7                                   |
| Isaurus             | ISAUR                               | 11                                  |
| Milano              | ML                                  | 17                                  |
| Napoli              | NE                                  | 19                                  |
| Nicea               | NC                                  | 8                                   |
| Nicomedia           | NI – NIC – NIK – NIKM – NIKA – NICO | 4                                   |
| Ravenna             | RA – RAB – RAS – RAV – RAVENN       | 16                                  |
| Roma                | R – ROM – RO                        | 15                                  |
| Sikelia             | SCL                                 | 20                                  |
| Tessalonica         | TC – TES – OES                      | 6                                   |
| Teopoli             | THEV – THEVP – THEVII               | 3                                   |